# Agitador

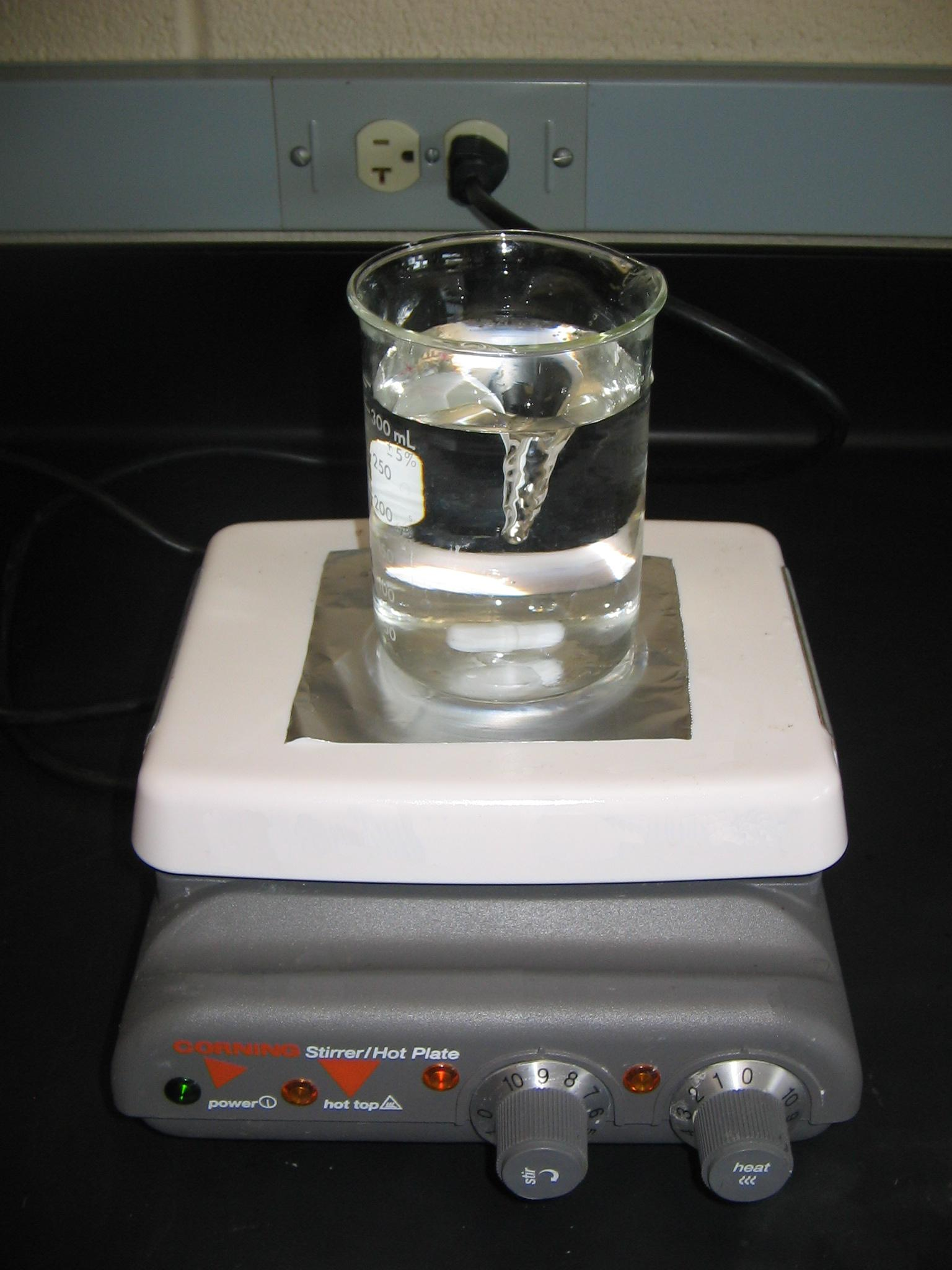
Agitador magnético

Un agitador es un instrumento usado en los laboratorios de química que consiste en una varilla, regularmente de vidrio, que sirve para mezclar o revolver por medio de la agitación de algunas sustancias. También sirve para introducir sustancias líquidas de alta reacción por miedo de escurrimiento y evitar accidentes.
Existen diferentes tipos de agitadores; dependiendo de la aplicación pueden ser con parrilla o simples, y de diferentes velocidades.
Se usan para los líquidos de baja densidad y sólidos de baja densidad.
- Datos: Q3821542